# Terremoto de Afganistán de enero de 2022
El terremoto de Afganistán de enero de 2022 fue un terremoto de 5,3 que sacudió la provincia de Badghís, Afganistán, el 17 de enero de 2022. Varios factores provocaron una cantidad desproporcionada de daños y un número de víctimas para el tamaño de la conmoción, con 30 muertos y 49 heridos. El terremoto destruyó cientos de hogares en el noroeste de Afganistán.

## Configuración tectónica
Afganistán está situado en el límite de placa importante. La ubicación del país está en el límite donde se encuentran dos placas tectónicas, la placa iraní y la placa euroasiática. Al sur de Afganistán, la placa índica se mueve hacia el norte y hacia el norte, la placa euroasiática se mueve hacia el sureste. La colisión resultante del movimiento de las placas ha estado en marcha durante 50 millones de años. Debido a esto, Afganistán es vulnerable a los terremotos. Tanto la placa iraní como la placa euroasiática consisten en corteza continental, que no puede hundirse ni destruirse. Como resultado, las rocas entre las dos placas se ven obligadas hacia arriba para formar montañas. El movimiento constante de la placa iraní aumenta la presión.

## Terremoto
El terremoto se localizó cerca de la frontera con Turkmenistán. Inicialmente se reportó con una magnitud de 5,6. Fue revisado a 5,3 unas horas más tarde. Un choque previo con una magnitud de 4,9 ocurrió a las 09:05 UTC, a unos 9 km (5,6 millas) al sureste.

## Impacto
Más de 700 casas fueron destruidas en el terremoto. Al menos 28 personas, incluidas nueve mujeres y niños, murieron en el terremoto por el colapso de casas en el distrito de Qadis, quince de las cuales murieron en la aldea de Badruk. La mayoría murieron cuando sus hogares se derrumbaron. Cuarenta personas sufrieron lesiones y fueron tratadas en el hospital.
El día del terremoto, se confirmó que el número de muertos era de 12 en Afganistán, que aumentó a 22 unas horas más tarde, luego 26. Al día siguiente subió a 27. Subió a 28 el 19 de enero. La razón por la que tantos murieron fue que el terremoto fue poco profundo, lo que hace que este sea un evento raro para Afganistán.
En la capital provincial Qal'eh-ye Now, donde la intensidad máxima fue IV (Moderado), se observaron grietas en las paredes de algunas viviendas pero no se reportaron daños mayores.
Afganistán ya está en las garras de un desastre humanitario, agravado por la toma del país por parte de los talibanes en agosto de 2021, cuando los países occidentales congelaron la ayuda internacional y el acceso a los activos en el extranjero.
El Minarete de Jam, un sitio de 800 años de antigüedad declarado Patrimonio de la Humanidad por la UNESCO, fue dañado por el terremoto. Los ladrillos cayeron de la torre de 65m (213 pies) de altura, que, después del terremoto, está en riesgo de colapsar.

## Reacciones
Los rescatistas tuvieron dificultades para llegar a la zona afectada debido a la falta de carreteras que limitaran el acceso. Un funcionario provincial en Badghís dijo que entre 700 y 1000 casas fueron dañadas o destruidas. Un equipo de personas de los talibanes también estuvo en el lugar para ayudar en los esfuerzos de socorro. Las operaciones de rescate continuaron hasta el 19 de enero, cuando los trabajadores habían pasado dos noches buscando sobrevivientes atrapados bajo los escombros. Los sobrevivientes buscaron refugio en tiendas de campaña y refugios mientras algunos dormían a la intemperie. Los talibanes dijeron que se estaban proporcionando alimentos, ayuda y tiendas de campaña a los residentes afectados.